# 앞산터널
대구광역시 달서구 상인동, 수성구 파동, 수성구 범물동을 연결하는 터널이다.

## 연혁
- 2013년 6월 15일 : 통행료 징수 개시[2]
- 2015년 4월 21일 : 범물터널 통과 구간 대형차 통행료 100원 인상[3]
- 2016년 4월 1일 : 범물터널 통과 구간 소형차 통행료 100원 인상[4]

## 통행료
2024년 11월 18일 기준이다. 2039년 6월 14일까지 징수할 계획이다.
| 구분                             | 경차 | 소형  | 대형  |
| -------------------------------- | ---- | ----- | ----- |
| 앞산 요금소(상인 ~ 범물 전 구간) | 600  | 1,700 | 2,400 |
| 파동A 요금소(파동 ~ 범물)        | 200  | 600   | 900   |
| 파동B,C 요금소(상인 ~ 파동)      | 400  | 1,100 | 1,500 |

## 같이 보기
- 인제터널(대한민국에서 첫 번째로 긴 터널이면서 고속도로 터널)
- 배후령터널 (5,100m) / 현재 대한민국 최장 도로용 터널
- 사패산터널 (대한민국은 물론, 세계 최장 광폭 터널 / 3,997m)
- 인천대교(대한민국 최장 다리 / 18,384m)